# Лемма Шрайера
Лемма Шрайера — теорема из теории групп, использующаяся в алгоритме Шрайера-Симса. Теорема была доказана Отто Шрайером в 1927 году.
Из теоремы следует, что у конечно порождённой группы любая подгруппа с конечным индексом также является конечно порождённой.

## Формулировка
Пусть {\displaystyle H} — некоторая подгруппа конечно порождённой группы {\displaystyle G} с порождающим множеством {\displaystyle S}, то есть, {\displaystyle G=\langle S\rangle }.
Пусть {\displaystyle R=G/H} — трансверсаль левых смежных классов {\displaystyle gH}. Обозначим через {\displaystyle {\overline {x}}} представителя смежного класса, в котором содержится {\displaystyle x\in G}.
В таких обозначениях подгруппа {\displaystyle H} порождена множеством {\textstyle \{({\overline {sg}})^{-1}sg:g\in R,s\in S\}}.

## Формулировка для орбит
В алгоритме Шрайера — Симса теорема применяется для специфического случая когда {\displaystyle G} действует на множестве {\displaystyle \Omega } и {\displaystyle H=G_{\omega }} является стабилизатором некоторого элемента {\displaystyle \omega \in \Omega }.
Между элементами орбиты {\displaystyle G\omega } и трансверсалью {\displaystyle G/G_{\omega }} есть взаимо-однозначное соответствие. А именно, все элементы одного смежного класса переводят {\displaystyle \omega } в один и тот же элемент орбиты.
Поэтому обозначим через {\displaystyle {\overline {\alpha }}} элемент {\displaystyle G/G_{\omega }}, который переводит {\displaystyle \omega } в {\displaystyle \alpha }, то есть, {\displaystyle {\overline {\alpha }}\omega =\alpha }. В таких обозначениях лемму можно записать следующим образом: {\textstyle G_{\omega }=\langle \{({\overline {s\alpha }})^{-1}s{\overline {\alpha }}|\alpha \in G_{\omega },s\in S\}\rangle }.